# Bálint Mózes
Bálint Mózes (Székelydálya, 1936. október 19. –) nyugalmazott művezető, könyvszerkesztő, fotós, közíró. Székelyudvarhelyen él.

## Életpályája
Marosvásárhelyen végezte a Műszaki Szakközépiskolát 1950 és 1955 között.
Ezután Székelyudvarhelyen a Gábor Áron gyárban lett művezető, majd 1978-tól 1990-ig a Matrica-gyár alkalmazottja.
A Matrica-gyárban dr. Venczel László számára készített oszteoszintézis műtétekhez különféle készülékeket. A dolgozók körében könyveket terjesztett. Műszaki érdeklődésének köszönhetően 1981. április 21-23-án részt vett a Gépipari Tudományos Egyesület VII. nemzetközi konferenciáján, mint küldöttségi tag.
A kilencvenes évek végén találkozott Péterfy László református lelkésszel, akinek összesen kilenc falu- és egyháztörténete az Infopress Rt. kiadásában a Kis-Küküllő völgye című sorozatban jelent meg, dr. Mátyus András, dr. Mátyus Gyula és Bálint Mózes közreműködésével. A könyvek fotó anyagának egy részét Bálint Mózes készítette: Kibéd és egyháza (1999), Kend és egyháza (2000), Nyárádselye és egyháza (2000), Bonyha és egyháza (2000), Gyulakuta és egyháza (2001), Siklód és egyháza (2001), Balavásár és egyháza (2001) Héderfája és egyháza (2001), Makfalva egyháza és a Wesselényi Kollégium (2003). 
Kövér Gábor könyveinek szerkesztője: Eretnek mesék (2007), Egy elfuserált évszázad (2008) és Hadak útján (2011).
A nyolcvanas években ismerkedett meg Kallós Zoltán néprajzkutatóval. Ekkor kezdett Moldvába járni, a moldvai csángó falvakba.
II. János Pál pápa látogatása során, 1991. augusztus 16-án találkozott dr. Atzél Endrével, akivel közösen támogatták a moldvai csángó magyarokat.
2007-ben jelent meg Testvérmentő (Krónikás napló a csángó sorsról 1990-2007) című könyve.

## Kötetei
- Testvérmentő. Krónikás napló a csángó sorsról; Székelyudvarhelyi Közösségi Alapítvány, Székelyudvarhely, 2007